# Termocronologia
Termocronologia é o uso de datação radiométrica em conjunto com as temperaturas de fechamento, para entender a história térmica de uma rocha específica, mineral ou unidade geológica. É uma área da geologia e está estreitamente associada à geocronologia.